# Milo Campari
Milo Campari (Bagnolo in Piano, 1º agosto 1912 – 1975) è stato un calciatore italiano, di ruolo difensore.

## Carriera
Giocò nella Bagnolese e poi, per sedici anni, con la maglia della Reggiana, con cui ottenne una promozione in Serie B al termine del campionato 1939-1940. Disputò tre campionati di Serie B totalizzando 74 presenze ed 1 rete in serie cadetta.